# Иван Гостиный сын
Иван Гостиный сын — русский былинный богатырь.
К имени Ивана Гостиного (то есть купецкого) сына прикреплены в былинах два сюжета, из которых первый представлен только одной былиной (Гильфердинг 172 = Рыбников IV, 13), второй — семью былинами (Кирша Данилов № 7, Киреевский III стр. 1-4, Рыбников III № 34, Гильфердинг № 133, 135; Тихонравов и В. Миллер II № 55).
Былина, содержащая первый сюжет, рассказывает, что Иван был неразумным сыном честной вдовы Офимьи Александровны, не слушал наставлений матери и проводил время в кабаке с голями кабацкими. Мать разыскивает сына, допрашивает о нём голей кабацких, обещая им денег, и они выдают его ей. Тогда она ведет его на пристань корабельную и предлагает его купить за 500 рублей купцам заморским. И. Гостиный просит купцов не пожалеть дать за него и 1000 руб., чтобы было чем жить его матушке, затем прощается с нею со слезами, прибавляя, впрочем, что «по писаному она была ему родная матушка, а по житью-бытью змея лютая». На этом былина обрывается.
Былины, развивающие второй сюжет, открываются обычным пиром у князя Владимира в Киеве. Князь вызывает охотников состязаться в скачке на расстоянии между Киевом и Черниговом, которое нужно проскакать между обедней и заутреней. Состязаться нужно с тремя княжескими жеребцами синегривым, половогривым и воронком, добытым Ильей Муромцем от Тугарина Змеевича. Из присутствующих на пиру вызывается один Иван Гостиный сын, закладывая свою буйную голову. Затем он идёт в конюшню, падает в ноги своему коню бурушке-косматочке и просит его не выдать. Конь человеческим голосом говорит, что первый жеребец князя Владимира ему меньшой, второй — средний брат, а с третьим, вороным, он равен по силе, но обгонит и его, если Иван будет его, бурушку, поить медвяной сытой и кормить сорочинским пшеном.
Когда за Иваном пришёл посол от Владимира, Иван надел шубу соболиную и повел на шелковом поводе своего бурка на княжеский двор. Тут бурко стал передом ходить, рявкать по-туриному, выхватывать копытом по соболю из шубы Ивана и так напугал коней князя, что они разбежались. Испугались также все бояре и князь, который, отказываясь от состязанья, просит Ивана увести поскорей прочь своего коня. Таким образом Иван выиграл заклад, и владыка черниговский, один ручавшийся за него, велит захватить в залог корабли с заморскими товарами на Днепре, прибавляя, что «князья и бояре никуда от нас не уйдут».
Былины об Иване Гостином сыне носят яркие следы северного и позднего происхождения и были сложены, по-видимому, в новгородских областях. Они известны, судя по записям, только в Олонецкой губернии, в Новгородской и в Сибири. Имя эпического князя Владимира и прикрепление места действия второй былины к Киеву могли быть внесены по готовому шаблону. О позднем происхождении былины свидетельствует жалкая роль князя Владимира, который, по одному варианту, бьет Ивану челом до земли. В былине Гильфердинга № 307, где Иван назван Годиновичем, роль Владимира в Киеве передана Ивану Васильевичу, который называется не царем, а князем. К новгородским чертам былины могут быть отнесены: 1) купецкое происхождение героя; 2) присутствие гостей корабельщиков и купецких людей на пиру у князя; 3) конь И. Гостиного, купленный им за морем с уплатой пошлины (Гильферд. № 307. Известно приобретение новгородцами лучших пород коней с Запада); 4) самостоятельная роль владыки черниговского, напоминающая положение и значение владыки в Новгороде; 5) продажа матерью сына в пристани именно заморским купцам.
Некоторые соображения о типе И. Гостиного были высказаны П. А. Бессоновым («Песни», собр. П. В. Киреевским, вып. III, стр. XXVII и сл.), О. Ф. Миллером («Илья Муромец», стр. 379—386), но подробный разбор былин о нём принадлежит акад. А. Н. Веселовскому (см. «Южнорусские былины», IV). Исходя из предположения, что дошедшие до нас былины об И. Гостином представляют отрывки цельного цикла об этом лице, А. Н. Веселовский старается восстановить схему этой разложившейся основной былины на основании былины о Ваньке Удовкине сыне, некоторых сказок об И. и указывает параллели всем чертам этой восстановленной схемы в старо-французском стихотворном романе об Ираклии (Eracles), написанном в XII в. Готье из Арраса. В основе последнего романа, по предположению А. Н. Веселовского, лежит византийское, не дошедшее до нас сказание. Не утверждая, чтобы источником наших былин об И. Гостином сыне был именно подлинник Ираклия, А. Н. Веселовский удовлетворяется гипотезой, что этот подлинник был близок к тому подлиннику (стр. 66). Некоторые черты сюжета о мальчике, имеющем чудесный дар узнавать дивных коней, известны в кавказских сказках (см. В. Миллера — «Экскурсы в область русского народного эпоса», прилож., стр. 30 и след.).
Но есть и предположение о том что он дохристианский герой на это указывает его имя из сказок, имеющее дохристианские корни.